# (4344) Buxtehude
(4344) Buxtehude – planetoida z grupy pasa głównego asteroid okrążająca Słońce w ciągu 5 lat i 174 dni w średniej odległości 3,11 j.a. Została odkryta 11 lutego 1988 roku w Obserwatorium La Silla przez Erica Elsta. Nazwa planetoidy pochodzi od Dietricha Buxtehude (1637-1707), kompozytora i organisty okresu baroku. Przed nadaniem nazwy planetoida nosiła oznaczenie tymczasowe (4344) 1988 CR1.